# Проблема ABA
В многозадачных вычислениях проблема ABA возникает при синхронизации, когда ячейка памяти читается дважды, оба раза прочитано одинаковое значение, и признак «значение одинаковое» трактуется как «ничего не менялось». Однако, другой поток может выполниться между этими двумя чтениями, поменять значение, сделать что-нибудь ещё и восстановить старое значение. Таким образом, первый поток обманется, считая, что не поменялось ничего, хотя второй поток уже разрушил это предположение.
Проблема ABA возникает, когда множество потоков (или процессов) обращается к разделяемой памяти поочерёдно. Вот пример последовательности событий, ведущих к проблеме ABA:
- Процесс {\displaystyle P_{1}} читает значение A из разделяемой памяти,
- {\displaystyle P_{1}} вытесняется, позволяя выполняться {\displaystyle P_{2}},
- {\displaystyle P_{2}} меняет значение A на B и обратно на A перед вытеснением,
- {\displaystyle P_{1}} возобновляет работу, видит, что значение не изменилось, и продолжает…

Хотя {\displaystyle P_{1}} может продолжать работу, возможно, что его поведение будет неправильным из-за других, скрытых изменений общей памяти (которые он не отслеживал).
Обычно с проблемой ABA сталкиваются при реализации lock-free структур и алгоритмов. Если из списка удалить элемент, уничтожить его, а затем создать новый элемент и добавить обратно в список, есть вероятность, что новый элемент будет размещён на месте старого. Указатель на новый элемент совпадёт с указателем на старый, что и приведёт к проблеме: равенство признаков не есть равенство данных целиком.

## Пример
Рассмотрим lock-free стек:
```
  
/* Наивная реализация lock-free стека, страдающая проблемой ABA.*/

  
class
 
Stack
 
{

    
volatile
 
Obj
*
 
top_ptr
;

    
//

    
// Снимает верхний элемент и возвращает указатель на него.

    
//

    
Obj
*
 
Pop
()
 
{

      
while
(
1
)
 
{

        
Obj
*
 
ret_ptr
 
=
 
top_ptr
;

        
if
 
(
!
ret_ptr
)
 
return
 
NULL
;

        
Obj
*
 
next_ptr
 
=
 
ret_ptr
->
next
;

        
// Если верхний элемент - всё ещё ret, считаем, что никто не менял стек.

        
// (Это утверждение не всегда истинно из-за проблемы ABA)

        
// Атомарно заменяем top на next.

        
if
 
(
CompareAndSwap
(
top_ptr
,
 
ret_ptr
,
 
next_ptr
))
 
{

          
return
 
ret_ptr
;

        
}

        
// Иначе - стек изменён, пробуем заново.

      
}

    
}

    
//

    
// Добавляет obj_ptr на вершину стека.

    
//

    
void
 
Push
(
Obj
*
 
obj_ptr
)
 
{

      
while
(
1
)
 
{

        
Obj
*
 
next_ptr
 
=
 
top_ptr
;

        
obj_ptr
->
next
 
=
 
next_ptr
;

        
// Если верхний элемент - всё ещё next, считаем, что никто не менял стек.

        
// (Это утверждение не всегда истинно, из-за проблемы ABA)

        
// Атомарно заменяем top на obj.

        
if
 
(
CompareAndSwap
(
top_ptr
,
 
next_ptr
,
 
obj_ptr
))
 
{

          
return
;

        
}

        
// Иначе - стек изменён, пробуем заново.

      
}

    
}

  
};

```

Этот код обычно может предотвращать проблемы с конкурентным доступом, но страдает проблемой ABA.
Рассмотрим следующую последовательность:
Изначально стек содержит top → A → B → C
Поток 1 начинает выполнять pop:
```
 ret = A;
 next = B;
```

Поток 1 прерывается непосредственно перед CompareAndSwap…
```
  
{
 
// Поток 2 выполняет pop:

    
ret
 
=
 
A
;

    
next
 
=
 
B
;

    
CompareAndSwap
(
A
,
 
A
,
 
B
)
  
// Удача, top = B

    
return
 
A
;

  
}
 
// Теперь на стеке top → B → C

  
{
 
// Поток 2 выполняет pop ещё раз:

    
ret
 
=
 
B
;

    
next
 
=
 
C
;

    
CompareAndSwap
(
B
,
 
B
,
 
C
)
  
// Удача, top = C

    
return
 
B
;

  
}
 
// Теперь на стеке top → C

  
delete
 
B
;

  
{
 
// Поток 2 добавляет A обратно на стек:

    
A
->
next
 
=
 
C
;

    
CompareAndSwap
(
C
,
 
C
,
 
A
)
  
// Удача, top = A

  
}

```

Теперь стек содержит top → A → C
Поток 1 продолжает работу:
```
 CompareAndSwap(A, A, B)
```

Эта инструкция выполняется успешно, поскольку top == ret (оба равны A), то она присваивает top значение next (которое равно B). Но B было уничтожено! Это приведёт к плохим последствиям…
.Net позволяет реализовать CompareAndSwap (CAS) функцию атомарно благодаря методу Interlocked.CompareExchange().
```
private
 
static
 
bool
 
CAS
(
 
ref
 
Node
<
T
>
 
location
,
 
Node
<
T
>
 
newValue
,
 
Node
<
T
>
 
comparand
)
 

{

// 1. если comparand и location равны, то другой поток не трогал значение location 

// 2. location будет присвоен newValue

// 3. Метод вернёт старое значение location независимо от присвоения

// 4. copmarand сравнится со старым значением location (т.е. oldLocation)

// 5. если oldLocation(старый, возвращённый) не был изменён другим потоком то и CAS вернёт true, т.к. он совпадёт с comparand

        

    
var
 
oldLocation
 
=
 
Interlocked
.
CompareExchange
<
Node
<
T
>>
(
 
ref
 
location
,
 
newValue
,
 
comparand
);
 
// это атомарная операция

    
return
  
comparand
 
==
 
oldLocation
;

 
}

```

Пример lock-free стека для .Net с использованием атомарной функции CAS:
```
public
 
class
 
SimpleStack
<
T
>
 

{
 

   
private
 
class
 
Node
<
V
>

   
{

      
public
 
Node
<
V
>
 
Next
;

      
public
 
V
 
Item
;

   
}
 

   
private
 
Node
<
T
>
 
head
;
 

   
public
 
SimpleStack
()

   
{

      
head
 
=
 
new
 
Node
<
T
>
();

   
}

  
public
 
void
 
Push
(
T
 
item
)
 

  
{

     
Node
<
T
>
 
node
 
=
 
new
 
Node
<
T
>
();

     
node
.
Item
 
=
 
item
;

     
do

     
{

          
node
.
Next
 
=
 
head
.
Next
;

     
}

     
while
 
(
 
CAS
(
ref
 
head
.
Next
,
 
node
,
 
node
.
Next
)
 
==
 
false
);
 

    
// ждём момента, когда node.Next и head.Next указывают на один и тот же элемент.

    
// Тогда можно делать перестановку указателей, чтобы head показывал на node. После этого выход из цикла.

  
}

  
public
 
T
 
Pop
()
 

  
{

     
Node
<
T
>
 
node
;

     
do
    

     
{

         
node
 
=
 
head
.
Next
;

         
if
 
(
node
 
==
 
null
)

               
return
 
default
(
T
);

     
}
 

     
while
 
(
CAS
(
ref
 
head
.
Next
,
 
node
.
Next
,
 
node
)
 
==
 
false
);
 
// 1. В CAS не будет ABA-проблемы. 

                                                           
// 2. node.Next не вызывает NullReferenceException (node != null), 

                                                           
// потому что в .Net память управляемая

     
return
 
node
.
Item
;

  
}

}

```

ABA-проблема для данной реализации стека на .net становится неактуальной благодаря среде с использованием сборщика мусора: мы не потеряем и не используем повторно (в другом потоке) ссылку на node (при доступе к node.Next в CAS) если вдруг поток № 2 раньше, чем поток № 1, выполнит операцию Pop(). В средах без управления памятью эта проблема стоит остро и данное решение не подходит.

## Обходные решения
Обычное обходное решение — это добавить дополнительные биты «метки» в проверяемое значение. Например, алгоритм, использующий compare-and-swap над указателями, может использовать младшие биты адреса для проверки, сколько раз указатель был изменён. Из-за этого следующий compare-and-swap не сработает, поскольку биты меток не совпадут. Это не решает проблемы полностью, так как значение битов метки может претерпеть циклический возврат к нулю. Некоторые архитектуры предоставляют двухсловный compare-and-swap, что позволяет сделать большую метку. Обычно это называется ABA', потому что второе значение A слегка отличается от первого.
Правильный, но дорогой подход состоит в использовании промежуточных узлов, которые не являются пользовательскими данными, а обеспечивают инвариантность операций добавления и удаления. [Valois].
Другой подход — использовать один или несколько hazard pointer'ов (указателей опасности), — указателей, которые в принципе не могут появиться в структуре данных. Каждый hazard pointer обозначает промежуточное состояние структуры в процессе изменения; наличие указателей требует дальнейшей синхронизации (Даг Ли).
Некоторые архитектуры предоставляют «укрупнённые» атомарные операции, благодаря чему, например, можно атомарно изменять сразу обе ссылки, вперёд и назад, в двусвязном списке.
Некоторые архитектуры предоставляют инструкцию load linked, store conditional в которой запись в ячейку возможна, только если не было других записей в указанную ячейку. Это эффективно отделяет признак «ячейка содержит значение» от признака «ячейка была изменена». Примеры архитектур — ARM, DEC Alpha, PowerPC.